# Doljanec
Doljanec falu Horvátországban Kapronca-Kőrös megyében. Közigazgatásilag Kőröshöz tartozik.

## Fekvése
Köröstől 9 km-re délnyugatra fekszik.

## Története
A falunak 1857-ben 121, 1910-ben 175 lakosa volt. Trianonig Belovár-Kőrös vármegye Körösi járásához tartozott. 2001-ben a falunak 57 lakosa volt.

## Külső hivatkozások
Körös város hivatalos oldala